# Šećerni fosfat
Šećerni fosfati (šećeri sa fosfatnim grupama) su često prisutni u biološkim sistemima i služe za skladištenje ili transfer energije. Oni takođe formiraju osnovu DNK I RNK.

## Primeri
- Dihidroksiacetonfosfat
- Glukoza-6-fosfat
- Fitinska kiselina[3]
- Teihonska kiselina

## Spoljašnje veze
- Sugar+Phosphates на 